# Radioaktivität
"Radioaktivität" (ou "Radioactivity") é uma canção da banda Kraftwerk lançada em 1975 no álbum Radio-Aktivität. Em dezembro de 1975, a canção foi lançada como single na Alemanha e, em 1976, também na Europa e nos Estados Unidos, tendo alcançado o número um na França. 
O título da canção é dado em alemão nos países teutófonos (Alemanha, Suíça, Áustria); e em inglês nos demais, inclusive nos lusófonos. A letra da canção, porém, é bilíngue, se apresentando tanto em língua alemã quanto inglesa, e não varia conforme o título.
O tema lírico da canção é a radioatividade, e nela é citada a descoberta do fenômeno pela cientista polaca Marie Curie. Em concertos, a banda cita, ao longo da música, cidades onde houve desastres nucleares, como Fucuxima e Tchornóbil.
Foi regravada para o álbum The Mix, de 1991, e novamente lançada como single.

## Posição nas paradas musicais

### Semanais
| Parada (1976)                     | Melhor posição |
| --------------------------------- | -------------- |
| Bélgica (Ultratop 50 de Flandres) | 21             |
| França (SNEP)                     | 7              |
| Itália (FIMI)                     | 31             |